# Litsea sikkimensis
Litsea sikkimensis är en lagerväxtart som först beskrevs av Meisner, och fick sitt nu gällande namn av Kostermans och David Geoffrey Long. Litsea sikkimensis ingår i släktet Litsea och familjen lagerväxter. Inga underarter finns listade i Catalogue of Life.